# Zorginspectie
Zorginspectie is een onafhankelijke dienst van het Departement Zorg van de Vlaamse overheid die toezicht houdt op de kwaliteit van de zorg en de besteding van overheidsmiddelen in de gezondheids-, welzijns- en gezinsvoorzieningen in Vlaanderen.

## Inspectie-opdracht
De inspectie-opdracht van Zorginspectie bestaat uit 3 delen:

### Inspecteren van voorzieningen
Zorginspectie voert inspecties uit in volgende sectoren:
- forensische zorg
- geestelijke gezondheidszorg
- gehandicaptenzorg
- jeugdhulp
- kinderopvang
- residentiële ouderenzorg
- thuiszorg
- revalidatie
- welzijnsvoorzieningen
- ziekenhuizen[1]

### Inspecteren van financiële middelen
Zorginspectie is bevoegd voor het toezicht op de financiële middelen van gezondheids-, welzijns- en gezinsvoorzieningen.
Tijdens een financiële inspectie gaat Zorginspectie onder meer na of een inrichtende macht van een voorziening:
- financieel gezond is
- de financiële regelgeving van het beleidsdomein Welzijn, Volksgezondheid en Gezin naleeft
- de subsidies correct besteedt.[2]

### Inspecteren van persoonlijke budgetten en hulpmiddelen
Het Vlaams Agentschap voor Personen met een Handicap (VAPH) subsidieert persoonlijke budgetten voor minderjarigen en volwassenen. Met een persoonlijk budget wordt bedoeld:
- het persoonlijke-assistentiebudget (PAB) voor minderjarigen: een budget dat het VAPH verleent aan personen met een handicap (tot en met de leeftijd van 21 jaar) of hun wettelijke vertegenwoordiger om zorg en ondersteuning thuis, in een multifunctioneel centrum (MFC) of op school te organiseren en te financieren.
- het persoonsvolgend budget (PVB) voor volwassenen: een budget op maat waarmee de persoon met een handicap zorg en ondersteuning kan vergoeden binnen het eigen netwerk, bij vrijwilligers, bij individuele begeleiders, bij professionele zorgverleners en bij door het VAPH vergunde zorgaanbieders.

Het VAPH kan ook bijdragen in de kosten voor de aankoop van hulpmiddelen, aanpassingen aan een woning en herstelling en onderhoud van hulpmiddelen. Die tegemoetkoming duiden we aan als individuele materiële bijstand (IMB). 
Zorginspectie inspecteert de personen met een handicap die een persoonlijk budget krijgen van het VAPH of die gebruikmaken van hulpmiddelen gesubsidieerd door het VAPH.

## Inspectieverslagen
Inspectieverslagen van Zorginspectie kunnen in het kader van de openbaarheid van bestuur in principe door iedereen ingekeken worden zonder daarvoor een reden te moeten geven (passieve openbaarheid). In sommige gevallen kan Zorginspectie wel weigeren een verslag (volledig) vrij te geven, bijvoorbeeld wanneer het verslag nog niet af is of om de privacy van individuen te beschermen. Sinds 2015 past Zorginspectie ook actieve openbaarheid toe en publiceert het zelf inspectieverslagen op haar website.

## Beleidsrapporten
Zorginspectie rapporteert niet alleen over individuele voorzieningen, maar neemt ook de taak op zich om, op basis van de inspectievaststellingen, een beeld te schetsen van een sector of een bepaalde problematiek via beleidsrapporten.

## Onafhankelijkheid en functiescheiding
Zorginspectie is een onafhankelijke afdeling van het Departement Zorg die onpartijdig en objectief inspecteert, zonder beïnvloeding of inmenging van derden. Zorginspectie speelt daarom geen enkele rol bij beslissingen over erkenningen, vergunningen of subsidies. Dat noemt de Vlaamse overheid ‘functiescheiding’: wie organisaties erkent, vergunt of subsidieert, staat los van wie die voorzieningen controleert. De inspecteurs van Zorginspectie doen vaststellingen bij een voorziening of persoon, maar spreken zich dus niet uit over de mogelijke gevolgen daarvan.
Na elke inspectie bezorgt Zorginspectie een verslag aan de diensten van de Vlaamse overheid die verantwoordelijk zijn voor de erkenning, vergunning en subsidiëring van de voorziening of persoon. Dat zijn het agentschap Opgroeien (Jeugdhulp en Kind en Gezin), het Vlaams Agentschap voor Personen met een Handicap, de afdelingen Beleidscoördinatie, Vlaamse Sociale Bescherming, Woonzorg en Eerste Lijn en Gespecialiseerde Zorg van het Departement Zorg en het Vlaams Infrastructuurfonds voor Persoonsgebonden Aangelegenheden. Deze entiteiten volgen de vaststellingen uit het inspectieverslag op en beslist of er gevolgen zijn voor de verdere erkenning, vergunning of toekenning van subsidies.

## Geschiedenis
De oorspronkelijke Inspectie Welzijn, Volksgezondheid en Gezin ontstond op 1 april 2006 toen de inspectiedienst van Kind en Gezin, de inspectiedienst van het Vlaams Fonds voor de Sociale Integratie voor Personen met een Handicap, de afdeling Inspectie en Toezicht van de administratie Gezin en Maatschappelijk Welzijn en de inspectiedienst van de administratie Gezondheidszorg werden samengevoegd tot een nieuwe inspectiedienst. Deze fusie kaderde in de toenmalige bestuurlijke reorganisatie van de Vlaamse overheid die de naam 'Beter Bestuurlijk Beleid' (BBB) droeg. De nieuwe inspectiedienst kreeg bij zijn oprichting de vorm van een intern verzelfstandigd agentschap (IVA). Enkele jaren later kreeg de inspectiedienst de nieuwe naam "Zorginspectie".
In de regeerperiode 2014-2019 is Zorginspectie onder de regering-Bourgeois gefuseerd met het departement Welzijn, Volksgezondheid en Gezin. Sinds 1 januari 2015 bestaat Zorginspectie uit twee afdelingen binnen dit departement: Welzijn, Gezondheid en Financieel enerzijds en Gehandicaptenzorg en Kinderopvang anderzijds. In 2015 volgde de inkanteling binnen het departement Welzijn Volksgezondheid en Gezin. Op 1 juni 2023 volgde de fusie tussen het Departement Welzijn, Volksgezondheid en Gezin en het Agentschap Zorg en Gezondheid tot het Departement Zorg waar Zorginspectie anno 2025 een afdeling van vormt.